# Nikita Andrejewitsch Morgatschow
Nikita Andrejewitsch Morgatschow (russisch Никита Андреевич Моргачёв; * 3. Mai 1981 in Moskau) ist ein russischer Ruderer. 

## Karriere
Morgatschow belegte bei den Junioren-Weltmeisterschaften 1998 den sechsten Platz im Doppelzweier. Im Jahr darauf nahm er erstmals an Weltmeisterschaften in der Erwachsenenklasse teil, belegte aber mit dem russischen Doppelvierer nur den 16. Platz. 2002 ruderte Morgatschow im Doppelzweier auf den achten Platz bei den U23-Weltmeisterschaften. 2005 gewann Morgatschow im Doppelzweier erstmals eine Regatta im Ruder-Weltcup, bei den Weltmeisterschaften 2005 belegte er den elften Platz. 2006 ruderte er im Doppelvierer und erreichte den sechsten Platz bei den Weltmeisterschaften. Im Jahr darauf belegte der Doppelvierer den siebten Platz bei den Weltmeisterschaften. Bei den Europameisterschaften 2007 gewannen Nikita Morgatschow, Alexei Swirin, Alexander Kornilow und Nikael Bikuamfantse den ersten Europameistertitel im Männer-Doppelvierer überhaupt. Bei seiner ersten Olympiateilnahme 2008 in Peking belegte Morgatschow mit dem Doppelvierer den siebten Platz.
Bei den Weltmeisterschaften 2009 ruderte Morgatschow im Achter auf den zehnten Platz, bei den Europameisterschaften erreichte er den fünften Platz im Doppelzweier. 2010 kehrte er in den Doppelvierer zurück und erreichte den fünften Platz bei den Europameisterschaften und den sechsten Platz bei den Weltmeisterschaften. 
Nach einem fünften Platz bei den Weltmeisterschaften 2011 siegte der russische Doppelvierer bei den Europameisterschaften 2011 in der Aufstellung Nikita Morgatschow, Alexei Swirin, Igor Salow und Sergei Fedorowzew. 2012 folgte der achte Platz bei den Olympischen Spielen.
Nach einem neunten Platz mit dem Doppelvierer bei den Europameisterschaften 2013 wechselte Morgatschow 2014 wieder in den russischen Achter und gewann mit diesem die Silbermedaille bei den Europameisterschaften; bei den Weltmeisterschaften erreichte der Achter den sechsten Platz. 2015 folgte auf Bronze bei den Europameisterschaften der fünfte Platz bei den Weltmeisterschaften. 2016 kehrte Morgatschow in den Doppelvierer zurück und gewann Bronze bei den Europameisterschaften in Brandenburg an der Havel. 
Bei den Olympischen Spielen in Rio de Janeiro startete nur ein einziges russisches Boot. Der Vierer ohne Steuermann wurde zusammengesetzt aus Anton Saruzki, Artjom Kossow, Nikita Morgatschow und Wladislaw Rjabzew. Diese vier Ruderer gehörten zu den 9 von 28 gemeldeten Ruderern, die nicht aufgrund fehlender Dopingtests außerhalb Russlands oder nachgewiesener Verwicklung in das russische Dopingsystem gesperrt worden waren. Dieser kurzfristig zusammengesetzte Vierer erreichte bei den Olympischen Spielen 2016 in Rio de Janeiro den zehnten Platz.